# Siedlec (powiat łęczycki)
Siedlec – wieś w Polsce położona w województwie łódzkim, w powiecie łęczyckim, w gminie Łęczyca.
W latach 1975–1998 miejscowość należała administracyjnie do województwa płockiego.
Początkowo Siedlec był własnością zakonu dominikanów. W 1243 r. odkupili go biskupi włocławscy.
W XIV w. arcybiskup gnieźnieński Jarosław z Bogorii i Skotnik utworzył w Siedlcu parafię św. Marcina.

## Zabytki
Według rejestru zabytków Narodowego Instytutu Dziedzictwa na listę zabytków wpisane są obiekty:
- kościół parafialny pw. św. Marcina (nr rej.: 525 z 1.09.1980), eklektyczny. Został pobudowany w latach 1922–1930 według projektu prof. Zdzisława Mączeńskiego. Budowla jest trójnawowa, przekryta sklepieniem kryształowym. Od strony fasady znajduje się wieża pełniąca funkcję dzwonnicy. Był konsekrowany w 1928 r.
- cmentarz kościelny, nr rej.: j.w.
- zespół dworski, poł. XIX, nr rej.: 483 z 9.04.1979:
  - dwór
  - park